# Jacob Artved
Jacob Artved (* 22. Juli 1998 in Kopenhagen) ist ein dänischer Jazzmusiker (Gitarre).

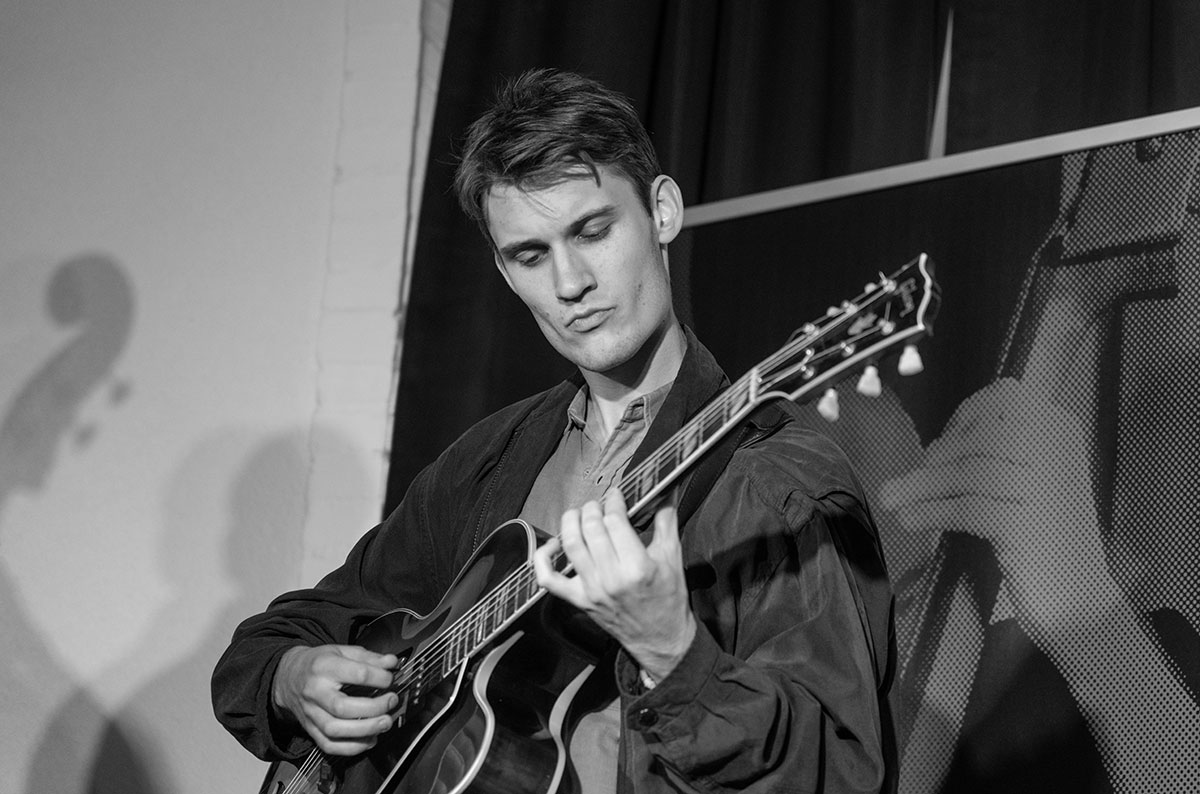
Aarhus, Dänemark 2023
Foto Hreinn Gudlaugsson

## Leben und Wirken
Artved, der als Gitarrist zunächst Autodidakt war, wurde mit 15 Jahren von seinem Lehrer Jacob Fischer in die Szene eingeführt. Am  Rytmisk Musikkonservatorium wurde er als bisher jüngster Musiker zugelassen, brach aber die Ausbildung ab und bildete sich in New York auf Jamsessions weiter. Er trat mit Musikern wie Tomas Franck, Christina von Bülow, Zier Romme und Oilly Wallace auf. 2017 veröffentlichte er seine Debüt-LP Wax Up. In der Fernsehserie „Mercur“ war er in der Rolle des Jørgen Ingmann zu sehen.
2020 erschien bei Storyville Records das Album Live in Montmatre mit Artveds Quartett (mit Jeb Patton, David Wong und Stargast Louis Hayes), das während des Copenhagen Jazz Festival 2019 aufgenommen wurde; 2022 folgte bei Stunt Records das kammermusikalische Album Metamorphosis mit Bearbeitungen klassischer Musikstücke. Ein Konzert, das er mit Karl-Martin Almqvist, Felix Moseholm und Kresten Osgood gab, sendete Danmarks Radio 2022. Er ist weiterhin auf Alben mit Søren Høst und mit Jakob Dinesen zu hören.

## Preise und Auszeichnungen
2018 erhielt Artved den mit DKK 10.000 dotierten Erik Moseholm Prisen. 2021 wurde er mit dem Rødovre Musikpreis ausgezeichnet.